# Chrysocraspeda
Chrysocraspeda là một chi bướm đêm thuộc họ Geometridae.

## Các loài
- Chrysocraspeda aurimargo Warren, 1897
- Chrysocraspeda cruoraria (Warren, 1897)
- Chrysocraspeda eumeles Turner, 1936
- Chrysocraspeda leucotoca Prout, 1938
- Chrysocraspeda ozophanes (Prout, 1918)